# Ectoedemia scobleella
Ectoedemia scobleella là một loài bướm đêm thuộc họ Nepticulidae. Nó được miêu tả bởi Minet năm 2004. Nó được tìm thấy ở Madagascar.